# Pattimura

Thomas Matulessy (8 de junio de 1783 —  16 de diciembre de 1817), también conocido como Capitán Pattimura o simplemente Pattimura fue un famoso soldado ambonés que se convirtió en símbolo tanto de la Invasión de Ambon como de la Lucha indonesia por la independencia, elogiado por el presidente Sukarno y declarado héroe nacional por el presidente Suharto. Tiene varios homónimos tanto en Holanda como en el archipiélago indonesio.
Nacido en la isla de Ceram, Pattimura se alistó en las Fuerzas Auxiliares Coloniales Británicas después de que estas arrebataran las islas Molucas al Interregno francés y británico en las Indias Orientales Neerlandesas. Cuando las islas fueron devueltas a los holandeses en 1816, fue destituido. El regreso de los holandeses en 1816 marcó un cambio en el sistema colonial. Tras la quiebra de la Compañía Neerlandesa de las Indias Orientales, el archipiélago indonesio pasó a estar bajo el control del recién fundado Reino de los Países Bajos. Esto vino acompañado, entre otras cosas, de la creación de un ejército colonial: KNIL. Los molucos cristianos, en particular, eran buscados como soldados étnicos en el KNIL. A pesar de la revuelta de Pattimura, comenzó el mito de la lealtad secular de los molucos a Holanda y a la familia real.
Pattimura y sus seguidores temían una opresión colonial más dura que la de los ingleses bajo los que había servido. El 16 de mayo de 1817, Pattimura encabezó una rebelión armada que capturó Fort Duurstede, mató a los habitantes de la fortaleza y se enfrentó a los refuerzos holandeses; el 29 de mayo fue declarado líder del pueblo moluco. Tras ser traicionado por el rey de Booi Pati Akoon, fue capturado por las fuerzas holandesas el 11 de noviembre y ahorcado al mes siguiente.

## Biografía
Pattimura nació como Thomas Matulessy el 8 de junio de 1783 en Ceram, Islas Molucas; el nombre de Pattimura era su seudónimo. Sus padres eran Frans Matulessia y Fransina Tilahoi, y tenía un hermano pequeño llamado Yohanis. Según I.O. Nanulaitta, citado de Historia.id, la familia de Matulessy era cristiana protestante. Pero, hay una fuerte fuente válida que dice que Ambon, Seram, Ternate, se extendieron con el catolicismo en las islas Molucas durante la misión de Francisco Javier en 1547. La fuerte indicación dijo que la familia de Matulessya con Pattimura eran católicos romanos. En 1810, las islas Molucas fueron tomadas de la Francia Napoleónica por los británicos. Mattulessy recibió entrenamiento militar del Ejército británico y alcanzó el rango de sargento mayor.
Tras la firma del Tratado anglo-holandés el 13 de agosto de 1814, en 1816 las islas Molucas fueron devueltas a los holandeses; Pattimura asistió a la ceremonia. Posteriormente, en violación del tratado, él y sus compañeros fueron licenciados y devueltos a sus ciudades de origen. Sin embargo, Pattimura se negó a aceptar la restauración del poder holandés. Creía que dejarían de pagar a los maestros cristianos nativos, como habían hecho los franceses en 1810, y le preocupaba que el cambio propuesto al papel moneda dejara a los molucos sin poder dar limosna —solo se consideraban válidas las monedas — y, por tanto, las iglesias no pudieran ayudar a los pobres.

## Rebelión de Ambon de 1817
Fue nombrado Kapitan por el pueblo de Saparua para rebelarse contra los holandeses el 14 de mayo de 1817. El asalto comenzó el día 15, con Pattimura y sus lugartenientes Said Perintah, Anthony Reebhok, Paulus Tiahahu y la hija de Tiahahu Martha Christina Tiahahu a la cabeza. El 16 de mayo de 1817, tomaron Fort Duurstede y mataron a los 19 soldados holandeses, al residente Johannes Rudolph van den Berg (que había llegado solo dos meses antes), a su esposa, a tres de sus hijos y a su institutriz. El único superviviente holandés fue Jean Lubbert, hijo de cinco años de Van den Berg. Después de la toma, las fuerzas de Pattimura defendieron el fuerte y el 20 de mayo derrotaron al mayor Beetjes, al segundo teniente E. S. de Haas y a sus casi 200 soldados, dejando solo 30 supervivientes.
El 29 de mayo, Pattimura y otros líderes de Molucas hicieron la Proclamación Haría, que exponía sus quejas contra el gobierno holandés y declaraba a Pattimura como líder del pueblo de moluco. En respuesta, el Gobernador General Van der Cappellen despidió inmediatamente al gobernador de Ambon, Jacobus A. van Middelkoop, y a su mano derecha, Nicolaus Engelhard, por sus abusos contra la población local.
El 1 de junio, Pattimura dirigió un ataque fallido contra Fort Zeelandia en Haruku. Dos meses después, en agosto 3, Fort Duurstede finalmente fue retomado por los holandeses, pero la revuelta se había extendido y no fue dominada hasta al cabo de unos meses.
Debido a la traición del rey de Booi, Pati Akoon, y Tuwanakotta, Pattimura fue arrestado el 11 de noviembre de 1817 mientras se encontraba en Siri Sori. Él y sus compañeros fueron condenados a muerte. El 16 de diciembre de 1817, Pattimura junto con Anthony Reebhok, Philip Latumahina y Said Parintah fueron ahorcados frente a Fort Nieuw Victoria (Fuerte Victoria) en Ambon.

## Legado
Pattimura y su guerra se han utilizado como símbolos tanto para la independencia de Maluku (Molucas), como para la efímera República de Molucas del Sur, y el patriotismo indonesio. El primer presidente de Indonesia, Sukarno, consideraba a Pattimura un gran patriota.
En 1954, Sapija, un oficial del TNI, el ejército indonesio (Tentara Nasional Indonesia), publicó el libro Sedjarah Perdjuangan Pattimura (Historia de la batalla de Pattimura). Había investigado la ascendencia de Matulessy y descubrió que su abuelo había llevado el título hereditario de Pattimura (patih: príncipe; murah: magnánimo). Según el Dr. Dieter Bartels, profesor de antropología en Yavapai College, Clarkdale, Arizona, en el libro Di Bawah Naungan Gunung Nunusaku (Bajo la sombra del monte Nunusaku), la historia oral en Sahulau (Molucas centrales) afirma que el antepasado de Mattulessy usaba el título cuando se mudaron a Hulaliu, por lo que es posible que Mattulessy haya usado el título hereditario. Aunque no hay ningún relato escrito contemporáneo atestiguado, Mattulessy utilizó el título. Según la autoridad de Johannes Latuharhary, Sapija y otros historiadores indonesios, Matulessy fue declarado pahlawan nasional (héroe nacional) en 1973, no con su nombre, sino con el título autorizado Kapitan Pattimura. Desde entonces, el nombre se ha vuelto común tanto en Indonesia como en los Países Bajos.
Cuando recibió el título de Héroe Nacional de Indonesia por el presidente Suharto en 1973 mediante el Decreto Presidencial número 87/TK, se escribió muy poco en la Indonesia independiente sobre este tema y era prácticamente desconocido fuera de los círculos de las Molucas. La medida en que esta interpretación puede variar tal vez se vea más claramente indicada por el hecho de que tanto la República de Molucas Selatan como la República de Indonesia expresaron
presentar a Pattimura como su héroe de la libertad. En Ambon, se le conmemora con los nombres de la Universidad de Pattimura, el Aeropuerto de Pattimura, y una calle, así como una estatua; también hay calles que llevan su nombre en todo el archipiélago. En Wierden, Países Bajos, una calle en el barrio de las Molucas lleva el nombre de Pattimura. El 15 de mayo se celebra el Día de Pattimura  en los Países Bajos e Indonesia. El 2 de enero se celebra una festividad similar, más pequeña, para conmemorar a la más joven Martha Christina Tiahahu. También aparece en el billete de 1000 rupias del año 2000.